# جون شو (مصور)
جون شو (بالإنجليزية: John Shaw)‏ هو مصور أمريكي، ولد في 1944.

## وصلات خارجية
- الموقع الرسمي
- جون شو على موقع ميوزك برينز (الإنجليزية)